# 블레이크 라이블리
블레이크 라이블리(영어: Blake Lively, (본명: 블레이크 엘런더 브라운, Blake Ellender Brown), 1987년 8월 25일 ~ )는 미국의 배우이다. 그녀는 2007년부터 2012년까지 The CW에서 시즌 6에 걸쳐 방송된 하이틴 로맨스 드라마 《가십걸》에서 세레나 반 더 우드슨 역할을 맡아 주목을 받기 시작했다. 라이블리는 또한 《청바지 돌려 입기》(2005), 《어셉티드》(2006), 《피파 리의 특별한 로맨스 2》(2009) , 《타운》(2010), 《그린 랜턴: 반지의 선택》(2011), 《파괴자들(Savages)》(2012)와 《아델라인 : 멈춰진 시간》(2015)과 《언더 워터》(2016) 등의 영화에 출연하였다.
라이블리는 2012년 배우 라이언 레이놀즈와 결혼하였다. 라이블리는 레이놀즈와 사이에 세 자녀를 두었다.

## 젊은 시절
라이블리는 캘리포니아주 로스앤젤레스에서 태어났다. 그녀는 배우 에르니 라이블리(본명: 어네스트 윌슨 브라운 주니어)와 엘레니 라이블리(결혼전 성씨는 맥알핀)의 딸로 어머니는 탤런트 스카우트로 일했다. 블레이크의 이름은 그녀의 할머니의 오빠의 이름에서 따왔다. 그녀의 형제로는 오빠 에릭 라이블리, 두 명의 이부자매 로리와 로빈, 이부형제 제이슨이 있다. 그녀의 부모님과 형제 자매는 모두 지금도 마찬가지로 엔터테인먼트 산업에 종사하고 있다. 그녀와 형제 자매는 침례교회에서 세례를 받았다.
라이블리의 어린 시절, 그녀의 부모님은 그녀를 베이비시터와 함께 집에 남겨두고 싶지 않았기 때문에 부모님과 함께 그녀와 함께 행동 강습회에 데려갔습니다. 라이블리는 어렸을 때부터 그녀의 부모가 연기 수업을 지도하는 것을 보고 연기에 대해 배우게 되었고, 차츰 그녀가 나이가 들면서 연기활동에 대한 확신을 갖는데 도움이 되었다고 회상하였다. 그녀는 당초 처음에는 연기에 관심이 없었고, 스탠포드 대학에 입학하기 희망하고 있었다. 그녀가 중학교 1학년과 고등학교 2학년 사이의 여름기간 동안 그녀의 오빠 에릭은 에이전트에 몇 달 동안 몇 차례의 오디션을 보냈다. 이 오디션으로 그녀는 영화
《청바지 돌려 입기》의 브리짓 브릴랜드 역할로 캐스팅 되었다. 라이블리는 그녀가 버뱅크 고등학교 2학년과 졸업을 앞둔 시기 동안 이 영화의 촬영을 했다. 버뱅크(Burbank)에서 라이블리는 시니어 클래스의 회장, 치어리더 및 챔피언 쉽 합창단 멤버로 활동했다.

## 배우 경력

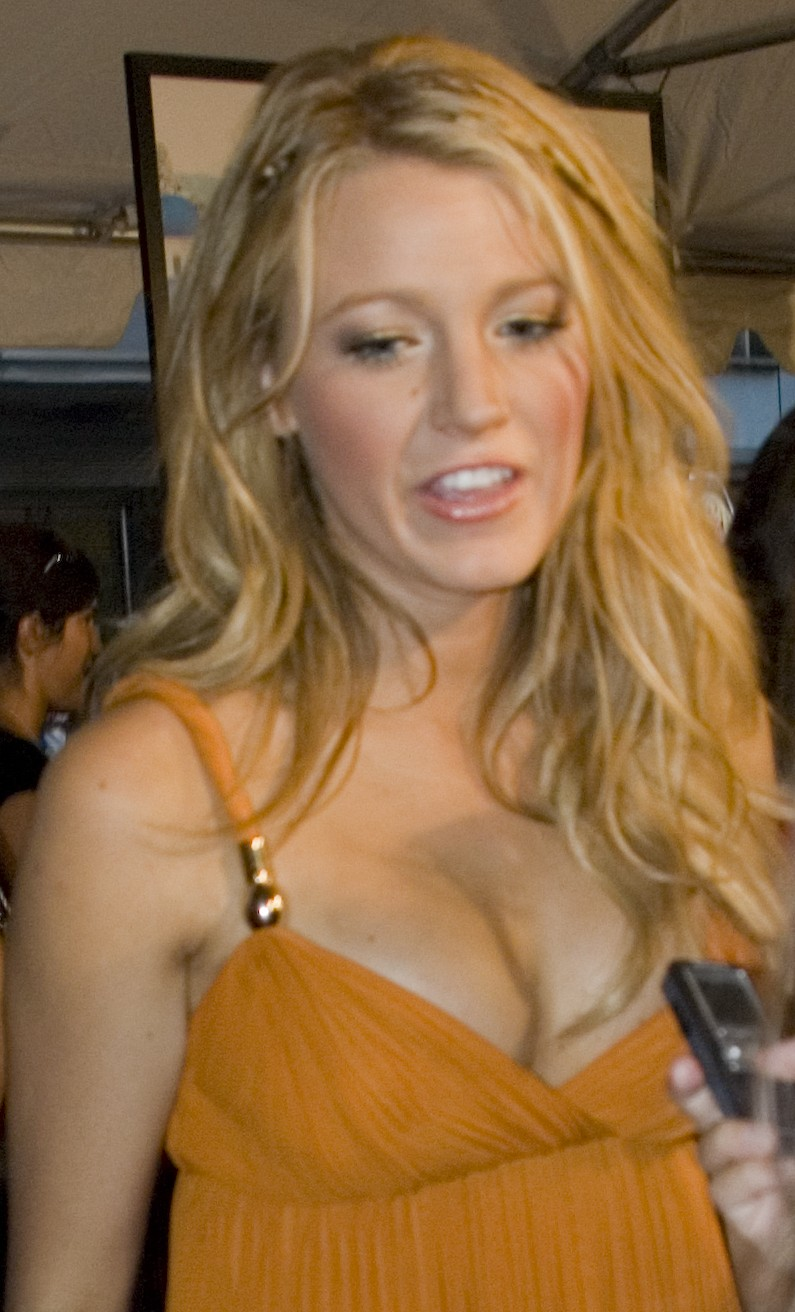
2008년 8월 3일, 영화 《청바지 돌려입기 2》 뉴욕 시사회에서 라이블리.

라이블리는 그녀가 만 10살이 되던 해, 1998년 아버지가 감독을 맡은 영화 《샌드맨》으로 연기 경력을 시작하였다. 라이블리는 이 영화에서 자신은 단역을 맡았다고 평하였다.
2005년 라이블리는 동명의 소설을 원작으로 한 영화 《청바지 돌려입기》에서 네 명의 여자 주인공 가운데 한 사람인 브리짓 역할로 출연하였다. 라이블리는 이 영화로 틴 초이스 어워드 초이스 무비 신인 여자배우상에 후보 지명되었다. 2006년, 라이블리는 영화 《어셉티드》에서 저스틴 롱과 공연하였고, 공포 영화 《사이몬 세이즈》에 조연으로 출연했다. 《어셉티드》는 비록 비평가들로부터 호평을 받지 못했지만 라이블리는 자신의 연기력을 통해 할리우드 라이프로부터 주목해야 할 배우상을 수상하였다.
2007년, 라이블리는 《엘비스와 아나벨레》의 두 주연 역할중에서 미인대회 우승을 희망하는 대식증 환자 소녀 아나벨레를 연기했다. 라이블리는 이 역할을 연기하면서 자신의 키에 비해 “체중을 늘리는데 있어서 심하게 영향을 미치고 있었다”라고 말했다. 그녀는 또한 음식은 “내 인생에 있어 첫 번째로 사랑하기 때문”에 그 과정이 그녀에게는 어렵다고 말했다. MovieLine.com은 영화에서 그녀의 성과를 칭찬하면서 “돋보였던 역할”이라고 평가했다.
라이블리는 세실리 본 지게사의 동명의 소설을 원작으로 2007년 9월부터 방영된 The CW의 시리즈 《가십걸》에 출연했다.이 작품은 2012년까지 방영된 하이틴 드라마로 그녀는 세레나 반 더 우드슨 역할을 연기하였다. 그녀는 2007년 11월 코스모걸으로 잡지 표지의 첫 모델이 되었고, 그녀는 자신의 고등학교 시절과 가십걸을 찍기 이전의 경력에 대해 이야기를 하였다. 2008년 라이블리는 속편 영화 《청바지 돌려입기 2》로 브리짓 역할로 다시 출연하였다. 첫 번째 영화와 마찬가지로 라이블리의 연기는 비평가들에게 긍정적 인 평가를 받았다. 2008년 11월 개봉된 이 영화는 4,400만 달러의 흥행 수익을 거뒀다. 2009년, 라이블리는 《사랑해, 파리》의 속편인 로맨스 코미디 영화 《뉴욕 아이 러브 유》에서 가브리엘 드마르코라는 역할을 연기했다. 라이블리는 그녀에게 있어 가장 호평을 받은 역할으로 주인공의 어린 피파 리를 연기한 《피파 리의 특별한 로맨스》(2009)에 출연했다. 브리즈번 타임스의 폴 번즈는 영화에서의 라이블리의 연기에 대해 “돌풍을 일으킨다”라고 평했다. 2009년 10월, 라이블리는 척 호건의 소설 Prince of Thieves을 원작으로 한 영화 《타운》에서 크리스티나 "크리스" 코플린 역할을 연기했다. 이 영화는 벤 애플렉이 감독, 주연을 맡아, 2010년 9월 17일 북미에 개봉되었다. 다음 해, 라이블리는 2011년 6월 개봉한 슈퍼히어로 영화 《그린 랜턴: 반지의 선택》에서 할 조던을 사랑하는 여자 주인공 캐럴 페리스 역할을 연기했다. 이 영화는 전 세계에서 2억 1,9,85만 달러의 흥행 수익을 벌어 들였다. 하지만 예산보다 많은 수익을 올렸지만 “기대에 미치지 못했다”라는 실패작으로 간주 되었다. 라이블리는 2010년 12월, 제시카 알바와 함께 더 론리 아일랜드의 ‘Just Just Had Sex’ 뮤직 비디오에 출연했다.

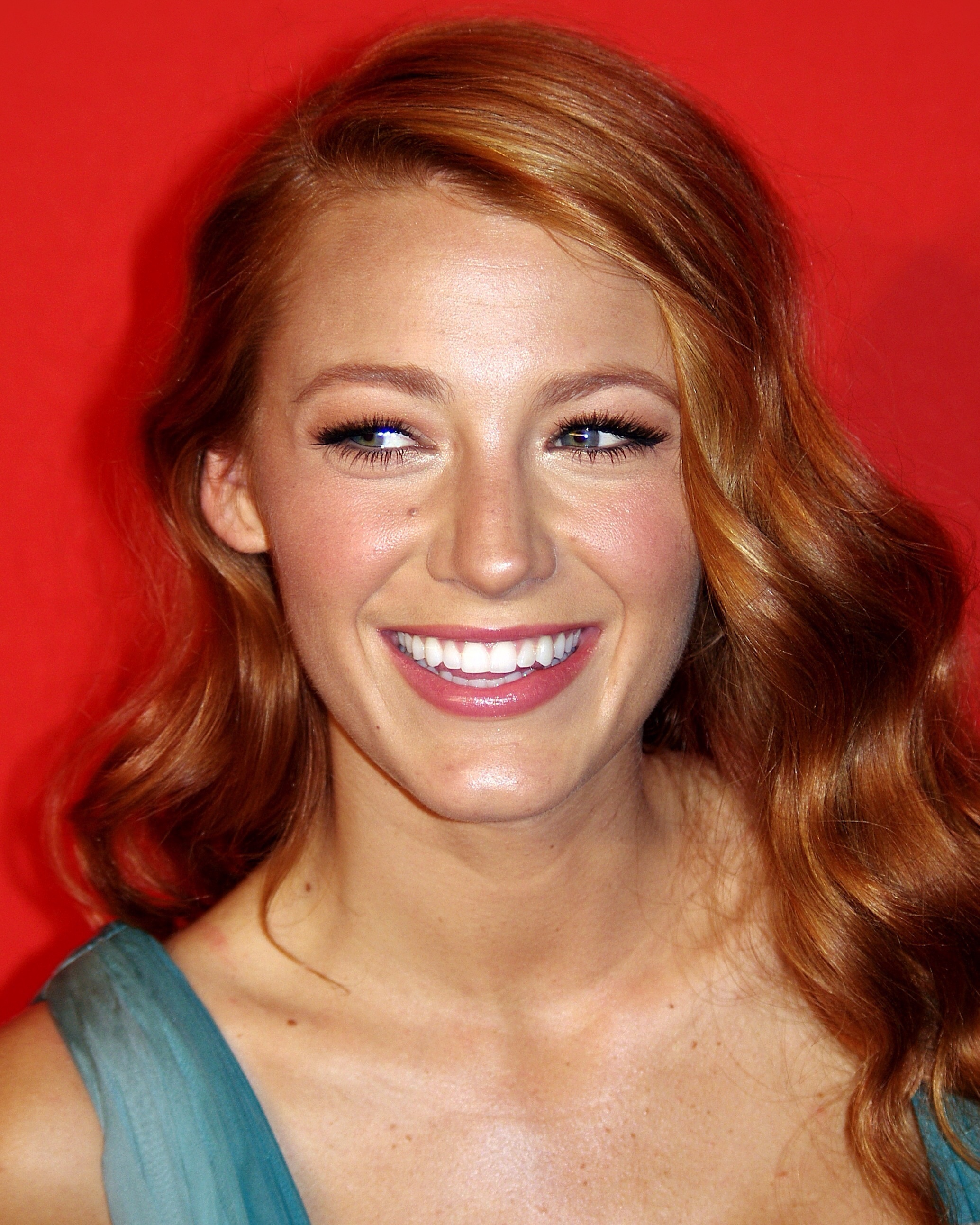
2011년 타임즈 100 갈라에서 라이블리.

2011년, 그녀는 타임즈 매거진 ‘가장 영향력 있는 100인’에 선정되었다. 또한 AskMen.com은 그녀를 2011년 가장 섹시한 여성으로 선정했고, 피플 매거진에서는 2012년 가장 아름다운 모든 나이 중 하나로 선정했다. 2012년, 그녀는 올리버 스톤 감독의 《파괴자들》에서 테일러 키취, 아론 존슨, 셀마 헤이엑과 존 트라볼타와 공연했다. 당초 오필리아 "오" 세이지' 역할에는 제니퍼 로렌스가 캐스팅되었지만 《헝거게임: 판엠의 불꽃》의 일정 문제로 무산되면서 라이블리가 대체했다. HitFix의 영화 평론가 드류 맥위니는 라이블리의 연기를 칭찬하며, 그는 “그녀가 "오"를 가슴 아프고 작은 소울로 연기했기에 영리하고 확실히 슬펐다”라고 평했다. 같은 해 그녀는 새로운 구찌 향수인 ‘Gucci Premiere’의 뮤즈로 선정되었고, 그녀는 향수에 대한 니콜라스 윈딩 레픈 감독의 단편 영화 광고에 출연했다.
2013년 10월, 라이블리는 그녀의 첫 메이저 메이크업 캠페인인 로레알의 새로운 뮤즈로 선정되었다. 라이블리의 가장 최근 영화 《아델라인: 멈춰진 시간》(2015)에서는 미치엘 휘즈먼과 해리슨 포드의 반대편에 서는 우연한 사고를 겪은 후 영원히 늙지 않는 젊음을 갖게 된 여성 아델라인 보우먼 역할을 연기했다. 이 영화는 상업적으로 괜찮은 성공을 거두었으며, 제작 예산 2,530만 달러에서 5,450만 달러를 벌어 들였다. 2016년, 라이블리는 서바이벌 호러 영화 《더 쉘로우》에 출연했다. 이 영화는 대부분 긍정적인 평가를 받았고 라이블리의 연기는 비평가들로부터 칭찬을 받았다.

## 기타 사업

### 셀러브리티 홈메이커

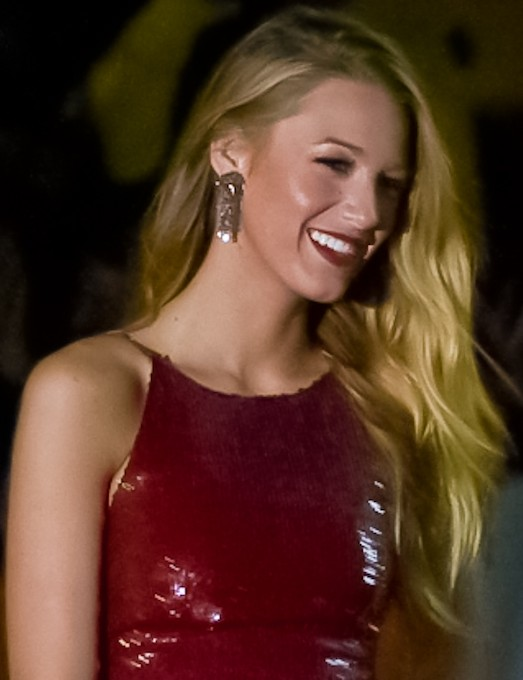
2010년 9월, 토론토 국제영화제에서 열린《타운》 시사회에서 라이블리.

라이블리는 자신을 "식도락가와 요리"라고 자칭하며, 그녀는 마사 스튜어트를 그녀의 "우상"이라고 말했다. 그녀는 또한 니겔라 로슨의 작업의 팬이기도 하다. 2008년, 라이블리는 마사 스튜어트 쇼 에피소드에서 스튜어트와 함께 케이크를 구웠다. 2009년, 라이블리는 골동품에 대한 애정을 들어내며 “색채 및 질감과 매혹적인 것들”에 대한 사랑을 인용하면서 “언젠가는 실내 장식 회사를 갖기를 바란다”라고 말했다. 2010년, 그녀는 파리의 "르 꼬르동 블루"(Le Cordon Bleu)의 맞춤식 워크샵에 참석하여 추가 교육을 위해 요리 학교로 돌아가고 싶다는 의사를 밝혔다. 또한 2010년에 라이블리는 뉴욕시의 유명한 페르세(Per Se)에서 생과자 셰프로 일하기도 했다. 그녀는 여행할 때 항상 현지 요리에 익숙해지기 위해 요리 수업을 듣는다고 말했다. 2010년과 2011년에 다시 라이블리는 식당 사업가가 되려는 그녀의 바람에 대해 공개적으로 이야기했다. 2011년에 그녀는 빵집에서 판매될 스모어(s'mores) 컵 케이크를 만들었다. 2012년 라이블리의 결혼식 피로연에서 ‘마사 스튜어트 웨딩스’에 소개되었다. 2013년 그녀는 새롭게 구입한 베드 포드 (Bedford) 가정용 커스텀 라꼬르뉴(La Cornue) 오븐을 디자인한 경험을 이야기하기 위해 엘르 데코(Elle Decor)에 출연했다. 2013년에 그녀는 보그(Vogue)의 웹 사이트에서 조리 부분을 촬영하여 패스트리(pastry)를 만드는 법을 공개했다. 2014년에 라이블리는 그녀가 직접 만든 독특한 아이템으로 디지털 잡지 및 전자 상거래 웹 사이트인 Preserve를 시작했지만, 2015년 10월 9일 라이블리는 사이트를 폐쇄하면서 그것이 제대로 재건하여 재착수 할 계획이다고 밝혔다.

### 지지
라이블리는 2008 미국 대선 동안 버락 오바마에 대한 지지를 표했다. 라이블리는 배우 펜 바드글리와 MoveOn.org의 청년 투표 프로그램의 일환으로 찬성-오바마 상업 광고에 등장했다. 이 광고는 더그 라이만가 감독하고 CW, MTV와 코미디 센트럴에서 《가십걸》방영되는 동안 온에어 되었다. 2013년 그녀는 구찌의 ‘Chime for Change’ 캠페인 비디오 클립에 출연하여 교육, 건강 및 정의 분야에서 여성 문제에 대한 기금 모금과 기금 모금을 목표로 삼았다.

## 사생활

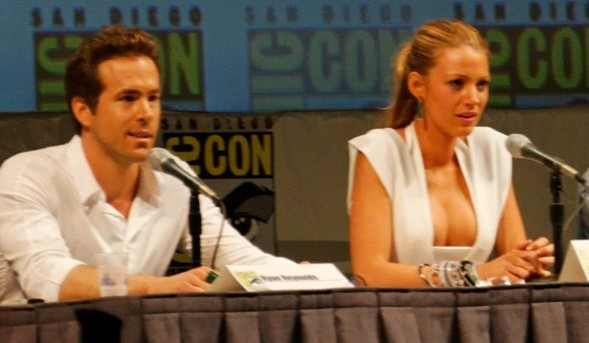
2010년 코믹콘에서 영화 그린 랜턴: 반지의 선택을 홍보 중인 라이블리와 레이놀즈.

2007년 말, 라이블리는 《가십걸》에서 공연한 배우 펜 바드글리와 데이트를 시작하였다. 이후 2008년 5월, 피플지에서는 두 사람이 멕시코에서 휴가를 함께 보내며 키스하고 있는 사진을 보도하면서, 그들의 연애 사실이 공개되었다. 2010년 9월 중순, 라이블리는 바드글리와 3년간의 연인 관계를 끝냈다. 그녀와 바드글리는 그들의 어렸을 때 같은 홈스쿨링 프로그램에 참여하면서 서로를 처음으로 알았다고 한다.
라이블리는 또한 《사이몬 세이즈》에서 공연한 배우 켈리 브래츠와 2004년부터 2007년까지 데이트하였고, 배우 레오나르도 디카프리오와 2011년 중순 데이트하였다.
라이블리는 2010년 초부터 촬영을 시작한 《그린 랜턴: 반지의 선택》에서 공연한 배우 라이언 레이놀즈와 2011년 10월부터 데이트를 시작했다. 그들은 2012년 7월, 뉴욕, 베드퍼드에 위치한 집을 구입하였고, 2012년 9월 9일 사우스 캐롤라이나, 마운트 플레젠트에 위치한 저택에서 결혼식을 올렸다. 그들은 두 명의 딸 제임스(James)를 2014년 12월에 출산했고, 2016년 9월 30일, 이름과 출생일을 밝히지 않은 두 번째 자녀를 출산했다고 발표했다. 레이놀즈는 이후 딸의 이름이 이네스(Ines)라고 밝혔다.

## 필모그래피

### 영화
| 년도 | 제목                                                      | 역할                       | 비고   |
| ---- | --------------------------------------------------------- | -------------------------- | ------ |
| 1998 | 샌드맨 Sandman                                            | 트릭시 / 투스 페어리       | 단역   |
| 2005 | 청바지 돌려 입기 The Sisterhood of the Traveling Pants    | 브리짓 브릴랜드            |        |
| 2006 | 억셉티드 Accepted                                         | 모니카 모얼랜드            |        |
| 2006 | 사이몬 세이즈 Simon Says                                  | 제니                       |        |
| 2007 | 엘비스와 아나벨레 Elvis and Anabelle                      | 아나벨레 레이              |        |
| 2008 | 청바지 돌려입기 2 The Sisterhood of the Traveling Pants 2 | 브리짓 브릴랜드            |        |
| 2009 | 뉴욕 아이 러브 유 New York, I Love You                    | 가브리엘 드마르코          |        |
| 2009 | 피파 리의 특별한 로맨스 The Private Lives of Pippa Lee    | 어린 피파 리               |        |
| 2010 | 타운 The Town                                             | 크리스티나 "크리스" 코플린 |        |
| 2011 | 그린 랜턴: 반지의 선택 Green Lantern                      | 캐롤 페리스                |        |
| 2011 | 런어웨이 걸 Hick                                          | 글렌다                     |        |
| 2012 | 파괴자들 Savages                                          | 오필리아 "O" 세이지        |        |
| 2015 | 아델라인: 멈춰진 시간 Age of Adaline                      | 아델라인 보우먼            |        |
| 2016 | 카페 소사이어티 Café Society                              | 캣                         |        |
| 2016 | 언더 워터 The Shallows                                    | 낸시                       |        |
| 2017 | 올 아이 씨 이즈 유 All I See Is You                       | 지나                       |        |
| 2018 | 부탁 하나만 들어줘 A Simple Favor                         | 에밀리 넬슨                |        |
| 2020 | 리듬 오브 리벤지 The Rhythm Section                       | 스테파니 패트릭            |        |
| 2024 | 이프: 상상의 친구 IF                                      | 옥토캣                     | 목소리 |
| 2024 | 데드풀과 울버린 Deadpool & Wolverine                      | 레이디 데드풀 / 완다 윌슨  |        |
| 2024 | 우리가 끝이야 It Ends with Us                             | 릴리 블룸                  |        |
| 2025 | 부탁 하나만 더 들어줘 Another Simple Favor                | 에밀리 넬슨                |        |

### 텔레비전
| 년도    | 제목                                       | 역할                | 비고                  |
| ------- | ------------------------------------------ | ------------------- | --------------------- |
| 2007–12 | 가십걸 Gossip Girl                         | 셀레나 반 더 우드슨 | 시즌1~6; 121 에피소드 |
| 2008–10 | 새터데이 나이트 라이브 Saturday Night Live | 호스트/여러 역할    | 3 에피소드            |

## 수상 및 후보
| 연도 | 시상식                              | 부문                                   | 작품                   | 결과 | 출처    |
| ---- | ----------------------------------- | -------------------------------------- | ---------------------- | ---- | ------- |
| 2005 | 틴 초이스 어워드                    | 초이스 무비 신인 여자배우상            | 청바지 돌려입기        | 후보 | [ 82 ]  |
| 2008 | 틴 초이스 어워드                    | 초이스 매력있는 여자배우상             | 빈칸                   | 후보 | [ 83 ]  |
| 2008 | 틴 초이스 어워드                    | 초이스 TV 드라마 여자배우상            | 가십걸                 | 수상 | [ 83 ]  |
| 2008 | 틴 초이스 어워드                    | 초이스 TV 신인 여성스타상              | 가십걸                 | 수상 | [ 83 ]  |
| 2008 | 뉴포트 비치 영화제                  | 신인 연기 업적상                       | 엘비스와 아나벨레      | 수상 | [ 84 ]  |
| 2009 | 아스트라 어워드                     | 좋아하는 해외 인물/배우 부문           | 가십걸                 | 후보 | [ 85 ]  |
| 2009 | 틴 초이스 어워드                    | 초이스 TV 드라마 여자배우상            | 가십걸                 | 후보 | [ 86 ]  |
| 2009 | 틴 초이스 어워드                    | 초이스 매력있는 여자배우상             | 빈칸                   | 후보 | [ 86 ]  |
| 2010 | 피플 초이스 어워드                  | 좋아하는 TV 드라마 여자배우상          | 가십걸                 | 후보 | [ 87 ]  |
| 2010 | 틴 초이스 어워드                    | 초이스 TV 드라마 여자배우상            | 가십걸                 | 후보 | [ 88 ]  |
| 2010 | 크리틱스 초이스 영화상              | 최우수 앙상블 연기상                   | 타운                   | 후보 | [ 89 ]  |
| 2010 | 전미 비평가 위원회                  | 최우수 앙상블 캐스팅상                 | 타운                   | 수상 | [ 90 ]  |
| 2010 | 샌디에이고 영화 비평가 협회         | 최우수 여우조연상                      | 타운                   | 후보 | [ 91 ]  |
| 2010 | 워싱턴 D.C. 아레아 영화 비평가 협회 | 최우수 앙상블상                        | 타운                   | 수상 | [ 92 ]  |
| 2011 | 피플 초이스 어워드                  | 좋아하는 TV 드라마 여자배우상          | 가십걸                 | 후보 | [ 93 ]  |
| 2011 | 시네마콘 어워드                     | 올해의 신인배우상                      | 빈칸                   | 수상 | [ 94 ]  |
| 2011 | 틴 초이스 어워드                    | 초이스 무비 SF/판타지 여자배우상       | 그린 랜턴: 반지의 선택 | 후보 | [ 95 ]  |
| 2011 | 틴 초이스 어워드                    | 초이스 TV 드라마 여자배우상            | 가십걸                 | 수상 | [ 95 ]  |
| 2012 | 피플 초이스 어워드                  | 좋아하는 TV 드라마 여자배우상          | 가십걸                 | 후보 | [ 96 ]  |
| 2012 | 주피터 어워드                       | 최우수 해외 여자배우상                 | 그린 랜턴: 반지의 선택 | 후보 | [ 97 ]  |
| 2013 | 틴 초이스 어워드                    | 초이스 TV 드라마 여자배우상            | 가십걸                 | 후보 | [ 98 ]  |
| 2015 | 틴 초이스 어워드                    | 초이스 무비 드라마 여자배우상          | 아델라인 : 멈춰진 시간 | 후보 | [ 99 ]  |
| 2015 | 틴 초이스 어워드                    | 초이스 무비 키스상(with 미치엘 휘즈먼) | 아델라인 : 멈춰진 시간 | 후보 | [ 99 ]  |
| 2016 | 새턴상                              | 최우수 여우주연상                      | 아델라인 : 멈춰진 시간 | 후보 | [ 100 ] |
| 2016 | 틴 초이스 어워드                    | 초이스 섬머 무비 스타: 여자 부문       | 언더 워터              | 후보 | [ 101 ] |
| 2016 | 틴 초이스 어워드                    | 초이스 스타일: 여자 부문               | 빈칸                   | 후보 | [ 101 ] |
| 2017 | 피플 초이스 어워드                  | 드라마틱 영화 여자배우상               | 언더 워터              | 수상 | [ 102 ] |
| 2017 | 주피터 어워드                       | 최우수 해외 여자배우상                 | 언더 워터              | 후보 | [ 103 ] |